# Arthur E. Nelson

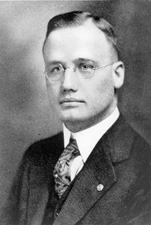
Arthur Emanuel Nelson

Arthur Emanuel Nelson (* 10. Mai 1892 in Browns Valley, Minnesota; † 11. April 1955 in Chicago, Illinois) war ein US-amerikanischer Politiker der Republikanischen Partei, der den Bundesstaat Minnesota für kurze Zeit im US-Senat vertrat.
Nach dem Besuch der öffentlichen Schulen in seiner Heimat studierte Nelson zunächst von 1910 bis 1912 am Macalester College in Saint Paul; im Anschluss wechselte er an das College of Law in derselben Stadt. 1915 wurde er in die Anwaltskammer von Minnesota aufgenommen und begann, in Saint Paul zu praktizieren. Während des Ersten Weltkrieges diente er von August bis November 1918 im Rang eines Private in der Artillerie der US Army.
Nach der Rückkehr aus dem Krieg beschäftigte ihn die Stadt Saint Paul als ihren Prozess-Vertreter (Corporation counsel); 1922 wurde er dort zum Bürgermeister gewählt. Er hatte dieses Amt bis 1926 inne. Zwei Jahre später bewarb er sich erstmals erfolglos um einen Sitz im US-Senat. 1936 war er republikanischer Kandidat für das Amt des Vizegouverneurs von Minnesota. In der Folge arbeitete Nelson wieder als Jurist; 1939 trat er der Anwaltskammer von Illinois bei.
Schließlich wurde er doch noch für zwei Monate US-Senator. Der nach dem Tod von Ernest Lundeen im August 1940 zu dessen Nachfolger ernannte Joseph H. Ball verzichtete auf die Teilnahme an der Nachwahl am 3. November 1942, gewann aber am selben Tag die Wahl für die folgende Legislaturperiode. Nelson setzte sich bei der nahezu bedeutungslosen Nachwahl mit 56 Prozent der Stimmen gegen Al Hansen von der Farmer-Labor Party durch und zog daraufhin am 18. November in den Kongress ein. Er nahm sein Mandat dort bis zum 3. Januar 1943 wahr, als er von Ball wieder abgelöst wurde. In der Folge war er wieder als Anwalt in Saint Paul und Chicago tätig. 